# Sopo (arquitetura)

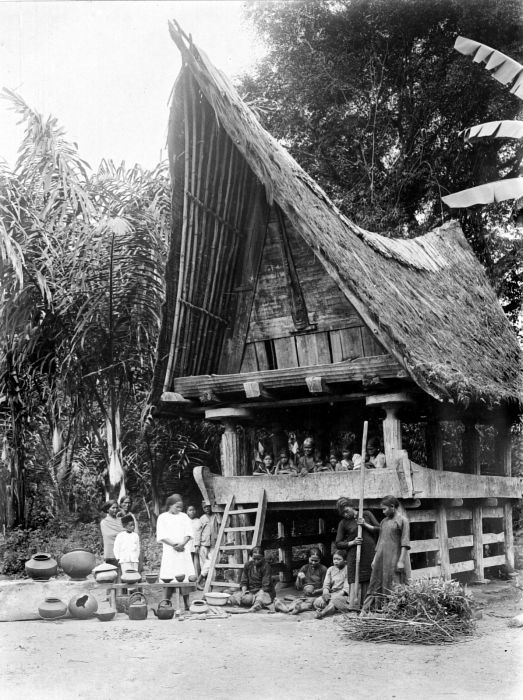
Uma imagem do início do século XX de um sopo.

O sopo é uma estrutura de tesouraria na arquitetura do povo Toba Batak da Sumatra Setentrional, na Indonésia. Sua forma é semelhante à de uma casa tradicional de Batak, com exceção de ser menor em tamanho e um ritual de construção é feito numa casa de Batak. O Sopo é usado como um repositório para vários itens, por exemplo arroz, itens mágicos ou troféus. Sopo também pode ser usado como um ponto de encontro para atividades sociais.

## Descrição
A palavra sopo é uma palavra Batak que representa uma estrutura que é usada para armazenar itens, seja para armazenar arroz (sopo eme, eme significa "arroz"), para armazenar troféus de guerra (por exemplo, javali ou crânios humanos, ou as defumadas e secas mãos dos inimigos), ou para armazenar itens rituais mágicos (por exemplo, os pustahas ou bastões mágicos).
O sopo geralmente tem aparência similar com a casa de Batak Toba (ruma), mas no caso do sopo, ele é projetado como uma estrutura aberta em oposição à estrutura fechada de uma casa. O espaço aberto em forma de pavilhão é usado como um espaço público para os moradores, para ser usado como local de descanso temporário para os viajantes, local de descanso para os homens celibatários ou como um pequeno fórum onde as pessoas se encontram e conversam. Atualmente, a maioria das aldeias já não têm um sopo tradicional "aberto".

## Arquitetura e função

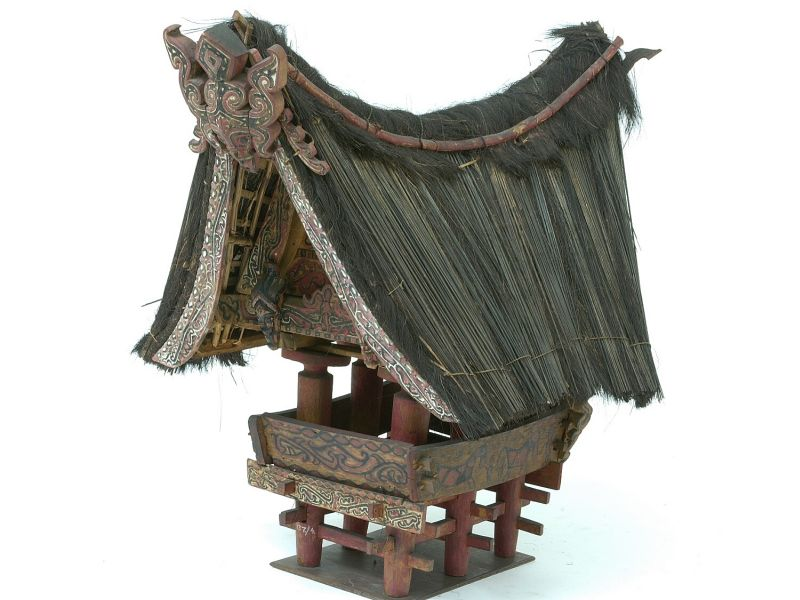
Modelo de um sopo do povo Batak Toba. A decoração de singa no topo tem a aparência de uma criatura semelhante a um búfalo.

Sopo é geralmente pensado para confrontar a tradicional casa de Batak em um eixo norte-sul. Semelhante às casas tradicionais de Batak Toba (ruma), um sopo é hierarquicamente dividido em três seções representando os três reinos do cosmos Batak Toba. A parte inferior é onde o gado é mantido. A parte do meio é usada como um local de descanso ou para as atividades diárias das mulheres, e de costura. A parte superior é usada como armazenamento no sótão.